# CSS-N-3
Die CSS-N-3 ist eine U-Boot-gestützte ballistische Mittelstreckenrakete (SLBM) der Volksrepublik China. Bei den chinesischen Streitkräften trägt die Rakete die Bezeichnung JL-1 oder JuLang-1.

## Entwicklung
Im März 1967 begann unter der Leitung von Huang Wei-Lu die Entwicklung der ersten chinesischen SLBM. Der erste subaquatische Ausstoßtest erfolgte im Oktober 1972. Der erste Teststart vom Land aus erfolgte am 17. Juni 1981.  Der erste Teststart ab einem U-Boot erfolgte 1982. Im Jahr 1986 wurde die CSS-N-3 bei den chinesischen Marinestreitkräften eingeführt.
Die verbesserte Ausführung CSS-N-3 mod 1 wurde Mitte der 1990er Jahre eingeführt. Dieser Version verfügt über ein GPS-Lenksystem und erreicht eine Treffergenauigkeit (CEP) von unter 100 m.
Die CSS-N-3 ist die Hauptbewaffnung des U-Bootes Changzheng 6 (Typ 092). Das U-Boot ist mit 12 JL-1-Lenkwaffen bestückt.
Bis 1995 war auch das einzige chinesische U-Boot des Projekt 629 (Golf-Klasse) mit einer JL-1-Lenkwaffe bestückt. Es diente als Testplattform für dieses Waffensystem und wurde dann umgerüstet zur Testplattform für das Nachfolgemodell JL-2.

## Technik
Die CSS-N-3 ist eine zweistufige Feststoffrakete. Die Steuerung der CSS-N-3 erfolgt mittels einer Trägheitsnavigationsplattform. Es wird eine Präzision (CEP) von 700 m erreicht. Die Lenkwaffen können aus dem aufgetauchten oder aus dem getauchten U-Boot verschossen werden. Erfolgt der Abschuss unter Wasser, werden die Lenkwaffen mittels Gasdruck an die Wasseroberfläche geschossen. Der Raketenmotor zündet unmittelbar nach dem Durchbruch der Lenkwaffe durch die Wasseroberfläche.

## Status
Insgesamt wurden zwei U-Boote der Xia-Klasse gebaut. Das Boot mit der Nummer 406 wurde von 1995 bis 1998 größeren Umbauten unterzogen. Dabei könnte es auch auf die verbesserte Version JL-1A umgerüstet worden sein. 2003 war es wieder im Einsatz aber der derzeitige Status ist unbekannt. Einem unbestätigten Bericht zufolge ist das zweite Boot der Klasse 1985 bei einem Unfall verloren gegangen.